# كوني أندرسون
كوني أندرسون (بالسويدية: Conny Andersson)‏ (8 أبريل 1945 بالسويد - ) هو لاعب كرة قدم سويدي في مركز الهجوم. شارك مع منتخب السويد لكرة القدم. أما مع النوادي، فقد لعب مع نادي مالمو ونادي مالمو لكرة القدم ‏.

## وصلات خارجية
- كوني أندرسون على موقع قاعدة بيانات كرة القدم.إي يو (الإنجليزية)